# La guerra de los espejos
"La guerra de los espejos" es una serie de novelas de Frank Beddor inspirada en Alicia en el país de las maravillas y A través del espejo, de Lewis Carroll. La premisa es que los dos libros escritos por Lewis Carroll fueron, en la historia, una distorsión de los "hechos reales" retratado en las novelas. Cuenta con giros en la historia original, como el conejo blanco realmente es el tutor de Alyss (Alice), Jacob Noncelo, y que el Sombrerero Loco es en realidad un muy ágil guardaespaldas llamado Somber Logan.
La guerra de los espejos es el primer libro de una trilogía del mismo nombre. En la actualidad ya un mayor desarrollo en una variedad de campos, tales como una serie de libros de spin-off titulado Somber. Por primera vez en el Reino Unido en 2004, La guerra de los espejos fue lanzado en los Estados Unidos el 26 de septiembre 2006 . El segundo libro de la trilogía, Roja, fue lanzado el 21 de agosto de 2007. El tercer libro, archienemigo, fue lanzado el 15 de octubre de 2009.

## Inspiración
En las entrevistas y en la advertencia al principio del libro, Beddor afirma que escribió el libro después de ver una cubierta incompleta de las tarjetas como parte de una exhibición de antiguas cartas en el Museo Británico. La baraja de cartas estaba incompleta, mientras que las imágenes de estas tarjetas se parecía a los personajes de las maravillas, mientras que las propias tarjetas parecía estar iluminadas por un resplandor inusual. Más tarde fue a un coleccionista de naipes que afirmaba tener en posesión las cartas restantes de la baraja y le contó la historia de la guerra de los espejos. La guerra de los espejos es lo que supone un registro fiel de esta historia.

## Argumento
La premisa del libro es que la novela de Lewis Carroll Alicia en el país de las maravillas era ficción, pero que el personaje de Alice es real, como, de hecho, es el mundo de las maravillas. la novela de Carroll se dice que se han inspirado en las imágenes, ideas y nombres relacionados por Alice al autor, a quien había pedido para hacer un libro de su historia personal. [cita requerida] El tema de este libro es la pérdida de la inocencia.
El prólogo del libro dice del reverendo Charles Dodgson mostrando Alice Liddell (que dice su nombre se escribe "Alyss) el manuscrito de Las aventuras de Alicia bajo tierra. Alyss se sorprende por el contenido del libro y se niega a hablar con Dodgson nunca más.
La historia comienza muchos años antes, el séptimo cumpleaños de Alyss, en la Marvilia de la memoria de Alyss, que es gobernado por la imaginación y es la fuente de toda imaginación para todos los otros mundos. País de las Maravillas cuenta con un sistema de clases similar a la observada en Inglaterra durante el siglo 17, aunque a una escala mucho más minimalista. El gobierno es un reino con un asesoramiento dominado por una jerarquía de naipes, con la familia de corazones en la parte superior de la proverbial pila (es decir, la Reina de Marvilia es un miembro de la familia del corazón, y el parlamento está compuesto por miembros de la reina Picas, Tréboles y Diamantes). Las mujeres son el sexo dominante en Marvilia, como las familias gobernantes son matriarcados.
Marvilia, gobernado por la reina Genevieve de corazones, todavía se está recuperando de una sangrienta guerra civil entre "blancos" y "Negros" La imaginación que puso fin a doce años antes del comienzo de la historia. Suficiente tiempo ha pasado para aquellos en los niveles medios del gobierno para olvidar los horrores del día a día de la guerra y se centran una vez más en las intrigas mezquinas de una tierra en paz. Los compañeros de Alyss en sus últimas horas en Marvilia incluyen al profesor Jacob Noncelo (cuyo nombre es señalado por Dodgson como un anagrama de "conejo blanco"), el guardaespaldas de la reina Somber Logan, el mejor amigo de Alyss Dodge Anders, el infante alborotador Vallet de diamantes, y el comandante general Doppelgánger]].
Durante un sangriento golpe de Estado encabezado por Roja, la tía de Alyss, la enemiga de la Imaginación Blanca, Alyss se ve obligada a huir de Marvilia en compañía de Somber Logan, con el asesino felino superior de Roja (llamado sólo "El Gato") en su persecución. La reina Genevieve y Roja chocan en una batalla final mientras Alyss apenas logra escapar del palacio; Genevive es asesinada por Roja. Durante esta sangrienta batalla, el padre de Dodge, el juez Anders, es asesinado por el gato.
Los dos fugitivos, Somber y Alyss, entran en un portal interdimensional llamado el estanque de las Lágrimas, de la que emergen en la Tierra a través de un portal de salida: un charco. Alyss se separa de Somber durante el viaje y llega a Londres, Inglaterra, y Somber a París, Francia. Perdida y sola, Alyss pasa algún tiempo con los huérfanos de la calle, a continuación, se encuentra aprobada por la familia Liddell, por el que se le da el nombre de "Alice la rara" de sus cuentos sobre Marvilia y la forma en que insiste en que su nombre sea escrito. Cuando Dodgson plagia sus historias de su propia imaginación en lugar de escribirlas textualmente, que huye de su imaginación y resuelve a creer que Marvilia es falsa.
Mientras tanto, Somber está buscando todos los rincones del mundo para encontrar a la princesa perdida. Creer que los hombres se ocupan en sombrerería son hombres de confianza por encima de todos los demás, se detiene en cada tienda de sombreros que puede, a indagar el paradero de la princesa Alyss de Corazones. A lo largo de su búsqueda también nota a las personas con el resplandor de la Imaginación Blanca, sabiendo que lo más probable es que el más brillante resplandor pertenezca a Alyss . En el proceso, se convierte en un misterio para la gente en la Tierra, que vislumbrar de él y crear leyendas de un hombre que blandía la cuchilla en una aventura extraña que lo llevó a sombrererías de todo el mundo. Después de trece años de búsqueda de la princesa perdida, Somber encuentra datos de Dodgson, que utiliza para rastrear al autor, y a su vez, encontrar Alyss, que ahora tiene veinte años de edad. A su llegada a Oxford, Somber descubre que la princesa se casará con el príncipe Leopold. Antes que Somber sea capaz de rescatar a la princesa, es herido y obligado a retroceder a Marvilia. Dodge entra en el estanque de las Lágrimas, y rescata a Alyss.
Durante trece largos y duros años, el pueblo de Marvilia han sufrido bajo el reinado dictatorial de Roja y de la Imaginación Negra. Los marvilianos aún leales a la Imaginación Blanca se han reunido en el bosque Susurrante y han sobrevivido por su cuenta, dirigida por el líder militar general Doppelgánger y Jacob Noncelo. Con el nombre de su princesa perdida hace mucho tiempo, se hacen llamar ejército "Alysiano" y las batallas y escaramuzas contra las fuerzas de Roja, en un intento de debilitar su control sobre el trono sin éxito. Después de trece años sin señal de que Alyss vuelva a casa, la moral dentro del campo es bajo y los alysianos están considerando conbatir ellos mismos contra Roja.
Sin embargo, Alyss regresa a Marvilia y es inmediatamente absorbida por los alysianos, que se regocijan con una ola de nueva esperanza y promesa. Dodge Anders se ha obsesionado con vengar la muerte de su padre y convertirse en una persona amarga, nihilista. Con la ayuda de los alysianos, Alyss es capaz de buscar y localizar el laberinto especular, que es la manera en que todas las futuras reinas obtienen toda su fuerza y el poder necesarios para gobernar Marvilia. Cuando Alyss pasa a través del laberinto, encuentra su Cetro del corazón y se mueve a luchar en contra de Roja. Mientras que Alyss y Roja pelean, Dodge lucha contra el gato; Dodge mata al gato tres veces, dejando a el gato con una vida más; Somber, Genevive y Roja había tomado todas las vidas anteriores de la serie original de El gato de nueve. Roja, viendo su fracaso inminente ante Alyss, se lanza en el Corazón de Cristal, que es seguida por el gato.
Alyss, habiendo derrotado a la imaginación Negra, es coronada como la verdadera reina de Marvilia.

## Personajes

### Personajes principales
- Alyss de Corazones (Alice Liddell): La princesa de Marvilia obligada a huir al mundo real, cuando su tía Roja se hace cargo de Marvilia, matando a los que están en el camino. Perdida y sola, Alyss es finalmente forzada a ajustar y adaptarse al mundo de su alrededor, un cambio catalizado por la traición final, que fue el libro de Dodgson (Carroll). Ella huye de su imaginación, finalmente, hasta el punto de creer que :Marvilia no es nada más que un sueño. Sin embargo, encontrada por Somber Logan. Somber descubre que Alyss iba a casarse con el príncipe Leopold, pero antes de que ocurra tiene la oportunidad de llegar a Alyss, es conducido de regreso a Marvilia, donde informa Dodge Anders. Dodge luego pasa por el charco de lágrimas y la salva de un ataque de el gato en el día de su boda. Regresa a Marvilia, donde se reúne con los alysianos restantes con el propósito de derrotar a su tía, la Reina Roja, una vez por todas, y llevar la paz a el rino de Marvilia, una vez más. Después de enfrentar los peligros de el laberinto Especular, derrota a su tía y se convierte en la reina de Marvilia.

Al igual que el de los libros de Alicia de Lewis Carrol, Alyss es una joven de excepcional fuerza de voluntad, bella y (incluso después de asumir el trono) sin pensar. En múltiples ocasiones ella se demuestra excepcionalmente poderosa, pero muy inteligente, como su madre y, de hecho su tía. :Al igual que muchos protagonistas, las acciones de Alyss son características con su archi-enemigo. Al igual que Roja, que no goza de las cargas de la defensa de las leyes de la Imaginación Blanca, el amor, la justicia y el deber de la gente y quiere ser libre de hacer lo que le plazca, pero a diferencia de Roja se preocupa por todas esas cosas y las reglas de las Maravillas desinteresadamente. Roja, sin embargo sólo se preocupa acerca de sí misma y al mismo tiempo que gobernó las maravillas que hizo de él un lugar corrupto y oscuro. Alyss puede ser difícil y sin embargo orgullosa y es un feroz oponente en combate, ganando el título de "Reina guerrera", que fue obligatoria para todos los de sus antepasados. Sin embargo ella es individual una especie justo y sabio, ganándose el respeto y la admiración de quienes la rodean.
- Somber Logan: Basado libremente en El Sombrerero de los libros de Carroll, que es el guardaespaldas de la reina y la de los principales miembros de la fuerza de seguridad de élite de las maravillas, La Boneteria. Durante el ataque de Roja en el Palacio, a somber se le da una última orden de la reina Genevieve: velar por Alyss hasta que ella tenga la edad suficiente para gobernar. Lamentablemente, su huida de golpe de Roja a través del estanque de las Lágrimas sale mal y el Somber termina en París (mientras Alyss surge en Inglaterra) con ninguna pista sobre el destino de la joven que ha jurado proteger. Pasa los próximos trece años en busca de ella, la intención de cumplir con su deber y la promesa de la reina :Genevieve. Es un espadachin experto, y su sombrero se puede aplastar y dividir en hojas en forma de S que se utiliza como una forma de boomerang. :Después de encontrar a Alyss, vuelve a Marvilia y ayuda para derrotar a Redd. Somber Logan tiene su propia serie de cómics sobre sus aventuras en busca de Alyss

- Roja de corazones: Ella es el villano principal del libro y la tía de Alyss, basada tanto en la Reina Roja y la Reina de Corazones. Como la hermana Genevive, fue criada y educada en el palacio de Corazones. Siendo su tutor, Jacob Noncelo siempre ha visto su caída en lo diabólico como un fracaso en su educación (y por lo tanto su culpa). La guerra civil luchó en las maravillas se peleó con Genevieve y Redd en lados opuestos de la batalla y terminó con el exilio de Roja al desierto de tablero de ajedrez. Ella es un usuario de la Imaginación Negra, una forma negativa de la magia, y responsable por el asesinato de los padres de Alyss. Desde entonces, Roja se coronó reina y gobierna sobre la promoción de la imaginación :Negra. Después de una feroz batalla con su sobrina, ella salta en el Corazón de Cristal, desapareciendo, dejando Alyss y el resto de sus amigas a preguntarse si está viva o muerta.

Roja fue la hija de la reina Teodora y el rey Tyman de Marvilia. Siendo a la vez muy inteligente y dotada de una poderosa imaginación (en el país de las maravillas de la historia, la imaginación tiene poderes mágicos), Roja fue totalmente rebelde y arrogante como un adolescente y exhibió un comportamiento coherente con el trastorno negativista desafiante. Ella también era adicta al cristal artificial, un medicamento común de Marvilia. :Preocupados que Roja sería una monarca tiránica, Teodora y Tyman la sacaron de la sucesión y nombró a la hermana de Roja, Genevive, heredera al trono. Genevieve parece basarse en la Reina Blanca. Al estar fuera de la sucesión se convirtió en la Roja altamente narcisista que ya sufría de problemas de manejo de la ira y violentos cambios de humor. En un ataque de locura, que asesinó a su madre en su sueño antes que Teodora pudiera anunciar su decisión al público en general. Roja, asumió el trono y su padre, Tyman se volvió loco. En cuanto a su padre, Redd decidió dejarlo vivir. Sin embargo su hermana, Genevieve, consciente de que Roja había matado a su madre, derrotó a su hermana y la desterró al desierto de Damero.
Roja es retratada como una sociópata completa con tendencias sádicas y masoquistas y como la mayoría de los sociópatas, no hace ningún intento de ocultar su comportamiento despiadado, atacando a todos cuando se les da la oportunidad. ¿Qué impulsa Roja hacia Marvilia y esclavizar a sus habitantes? es su sentido megalomaníaco de derecho. Exponer un clásico complejo de mártir, que parece obsesionado con ser removido de la sucesión y está en constante consumido por sentimientos de ira y amargura sobre él. El carácter belicoso de Roja es evidente en su estilo propio designado de dirección, "Su Malignidad Imperial." Roja es una profesional de la Imaginación Negro, el lado más oscuro del espectro de potencia imaginativa que se nutre de oscuros pensamientos y emociones, al igual que el lado oscuro de la Fuerza de Star Wars y las artes oscuras de Harry Potter. Los usuarios de imaginación Negra son intrínsecamente corruptos. Si hay algo positivo que decir sobre Roja es que ella es una persona increíblemente valiente, que muestra actos de valentía y una falta anormal de nerviosismo en numerosas ocasiones.
- Dodge Anders: Hijo de el juez Anders, el capitán de la guardia de palacio, y un soldado con el resto de los alysianos, con el propósito de matar al gato, pero que accidentalmente lo deja escapar. En los libros segundo y tercero se le da el papel de interés amoroso de la reina de Alyss.

- Jacob Noncelo: El tutor real a la familia de Corazones, enseñándoles todo lo que tienes que saber para ser un buen monarca. Su nombre es un anagrama de conejo blanco. Después de Alyss y Somber desaparecen, parece que trabaja para Roja, pero en secreto ayuda a los alysianos en su batalla contra la Roja. Cuando Alyss regresa a Marvilia decide unirse a la alysianos abiertamente.

- El Gato: asesino de Roja, basado libremente en el Gato de Cheshire de los libros originales de Carroll. Mata a Juez Anders e los intenta perseguir Alyss y Somber cuando se escapan de Marvilia. No puede hacerlo, esto oculta a Roja. Él normalmente se asemeja a un felino muscular, bípedo equipado con armas cuerpo a cuerpo, pero puede tomar la forma de un gatito como una especie de caballo de Troya, y cuenta con nueve vidas. A lo largo del libro, pierde todo, pero uno de ellos, indistintamente a Somber, Genevieve, Roja, o Dodge. En el último minuto, sigue Roja en el :Corazón de Cristal.

General Doppelganger: El comandante del Ejército Real, integrado por partes iguales General Doppel y General Ganger. Cuando se dividen se les conoce como "ellos", en lugar de "él", y cada uno es capaz de actuar independientemente del otro. El General Doppelgánger también puede dividirse en varios generales, de los cuales cada uno actúa por su propia voluntad. Él se basa en Tweedledee y Tweedledum.
- Molly la del Sombrero: Es una "híbrida" (mitad civil y mitad Bonetero) que ayuda a Alyss y el resto de alysianos para encontrar el Laberinto especular, y, finalmente, lucha a su lado en la batalla del Monte solitario. Cuando Alyss es coronada como reina, Molly se convierte en su guardaespaldas.

- Vallet de diamantes: Un pomposo, figura cobarde, egoísta, el Vallet de diamantes tiene la intención de convertirse en novio de Alyss, cuando ambos son todavía niños. Tras el golpe de Estado, sin embargo, el Vallet se aprovecha del nuevo orden en Marvilia bajo la Reina Roja. Él juega a ambos lados del conflicto, en calidad de miembro de los alysianos mientras que al mismo tiempo la entrega de información a la Roja sobre sus actividades. El Vallet a menudo sabe mucho más de lo que está diciendo, pero decide no revelar todo lo que sabe, ya que arruinaría el negocio lucrativo de jugar un doble agente. Durante la batalla final con la Reina Roja, sus traiciones son descubiertas por Dodge, y es posteriormente capturado por Alyss en las consecuencias. Es más probable sobre la base de la Sota de Corazones.

- Príncipe Leopold: La primera vez que conoce a Alice le besa la mano y no te suelta. Después él la sigue a todas partes. Tres meses más tarde, le pide que se case con él. Le encanta la forma en que hace las cosas, ella no trata de coquetear con él, o sorprender a él, ella es ella, simplemente, y sigue siendo hermosa para él.

### Personajes secundarios
- La reina Genevieve de Corazones: Reina de Marvilia, madre de Alyss, y la esposa del rey Nolan de Corazones. Ella es la regla de Marvilia antes de golpe de Roja. Asesinada por Roja en el séptimo cumpleaños de Alyss. Ella parece estar basada en la Reina Blanca. Es reconocida como una reina guerrera.

- Rey Nolan de Corazones: El rey de Marvilia, el padre de Alyss, y el marido de la reina Genevieve de Corazones. Asesinado por Roja en el séptimo cumpleaños de Alyss. Él parece estar basado en el rey blanco. De acuerdo con Roja, Nolan y Roja - o Rose, como era conocido en su adolescencia - fueron amantes hasta que la despidieran de su familia y Nolan comenzó a perseguir Genevieve después de que ella fue declarada heredera del Palacio de corazones después de Roja fue repudiada por sus padres , lo que implica que amaba el trono más que cualquier otra cosa.

- Rey Arch: El gobernante del Confinia. Confinia es un reino (un país gobernado por un hombre) para que el rey Nolan es enviado para tratar de ganar como un aliado contra la Roja. Una persona profundamente sexista y misógino, los puntos de vista del rey de Arch sobre las mujeres y el estado de Marvilia como reino (una nación gobernada por una reina) le hace reacios a aliarse con Marvilia por temor a que tendría una influencia negativa en la población femenina de Confinia.

- Juez Anders: El capitán de la guardia de palacio y el padre de Dodge Anders. Es asesinado por El gato en el séptimo cumpleaños de Alyss. Él se basa libremente en el Caballero Blanco.

- Oruga Azul: Basada en la oruga de Alicia en el país de las maravillas, la oruga azul es la cabeza de seis orugas del oráculo (de los cuales los cinco restantes son de color rojo, amarillo, naranja, verde y violeta) que viven en el Valle de las Setas y actúan como tutores de el sagrado Corazón de Cristal. Nunca se ha visto sin su narguille, azul da a la reina Genevieve una advertencia de golpe de Roja, y luego le dice a Alyss cómo encontrar el laberinto Especular.

- Los Liddell: familia adoptiva de Alyss. Reverendo (Decano de la Iglesia de Crirst Churt), la Sra. Liddell de Oxford y sus tres hijas: Edith, Lorina y Rhoda. Además, destaca en el hogar la institutriz de los niños, la señorita Prickett. Ninguno de los Liddels creen que Alyss dice la verdad cuando se refiere a Marvilia.

- Reverendo Charles Lutwidge Dodgson: El profesor de matemáticas del Christ Church y autor de Las aventuras de Alicia en el subterráneo bajo el seudónimo Lewis Carroll, que en La guerra de los espejos, escribió basándose en el recuento de Alyss de su vida en Marvilia. Él cree que Dodge :Anders, él mismo en 'la tierra imaginaria' de Alyss, fue nombrado Dodge con base en el mismo.

- Mayordomo Morsa: Él es mayordomo de la reina Genevieve, después de su muerte, se convierte en mayordomo de la Reina Roja. Él se basa en la morsa de a través del espejo. Es muy cobarde porque teme a Roja y su poder. Después de la derrota de Roja y el final de la batalla, ayuda a Alyss, Dodge y los otros por el cuidado de sus heridas.

## Spin-offs

### Somber serie limitada
Somber es una serie de libros de spin-off cómica limitada, escrito por Frank Beddor y Liz Cavalier con el arte de Ben Templesmith. La serie sigue la búsqueda de Somber Logan de la princesa desaparecida por lo tanto de trabajo en la continuidad de 'La guerra de los espejos' siguiendo los trece años (1859-1872) de búsqueda. Los cuatro mini-series se han completado y recogido en libros de comercio [1].
Una cuestión adicional especial (numerada 2.5) se regalaba en las convenciones de verano en 2006. Este número especial contiene respuestas a preguntas frecuentes, una vista previa de 'La guerra de los espejos', y otros materiales complementarios. Una copia escaneada de este problema puede ser visto en IGN Comics [2] como parte de una historia centrada en Somber publicado el 1 de septiembre de 2006.
La segunda novela gráfica llamada Mad With Wonder fue puesto en venta el 15 de octubre de 2009. El Artista finlandés Sami Makkonen Templesmith se lleva a cabo con un enfoque frenético y dinámico a la narración de cuentos. Somber se encuentra en la exploración de América durante la Guerra Civil y se ha comprometido a un asilo.

## Redacción
Beddor encargó a Doug Chiang para ayudarle a escribir la novela, creando obras de arte de algunos de los lugares y pueblos de la novela basada en descripciones de Beddor. "Yo tenía mi artista conceptual sobre un hombro y Lewis Carroll en el otro, así que tuve un montón de ayudantes", dijo Beddor [3].

## Película
El guion está terminado y Chuck Roven ha firmado como productor. Con el lanzamiento de Alicia en el país de las maravillas de Tim Burton, la película es de "esperar y ver". En este momento, están buscando para los papeles Alyss y Dodge.